# Брезийак
Брезийа́к (фр. Brézilhac) — коммуна во Франции, находится в регионе Лангедок — Руссильон. Департамент коммуны — Од. Входит в состав кантона Алень. Округ коммуны — Лиму.
Код INSEE коммуны — 11051.

## Население
Население коммуны на 2008 год составляло 159 человек.
| 1962 | 1968 | 1975 | 1982 | 1990 | 1999 | 2008 |
| ---- | ---- | ---- | ---- | ---- | ---- | ---- |
| 203  | 193  | 177  | 132  | 114  | 118  | 159  |

## Экономика
В 2007 году среди 85 человек в трудоспособном возрасте (15—64 лет) 52 были экономически активными, 33 — неактивными (показатель активности — 61,2 %, в 1999 году было 54,7 %). Из 52 активных работали 48 человек (33 мужчины и 15 женщин), безработных было 4 (1 мужчина и 3 женщины). Среди 33 неактивных 13 человек были учениками или студентами, 11 — пенсионерами, 9 были неактивными по другим причинам.